# Pelota

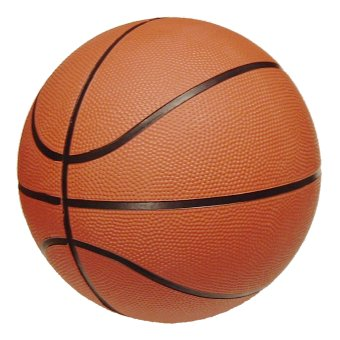
De baloncesto.

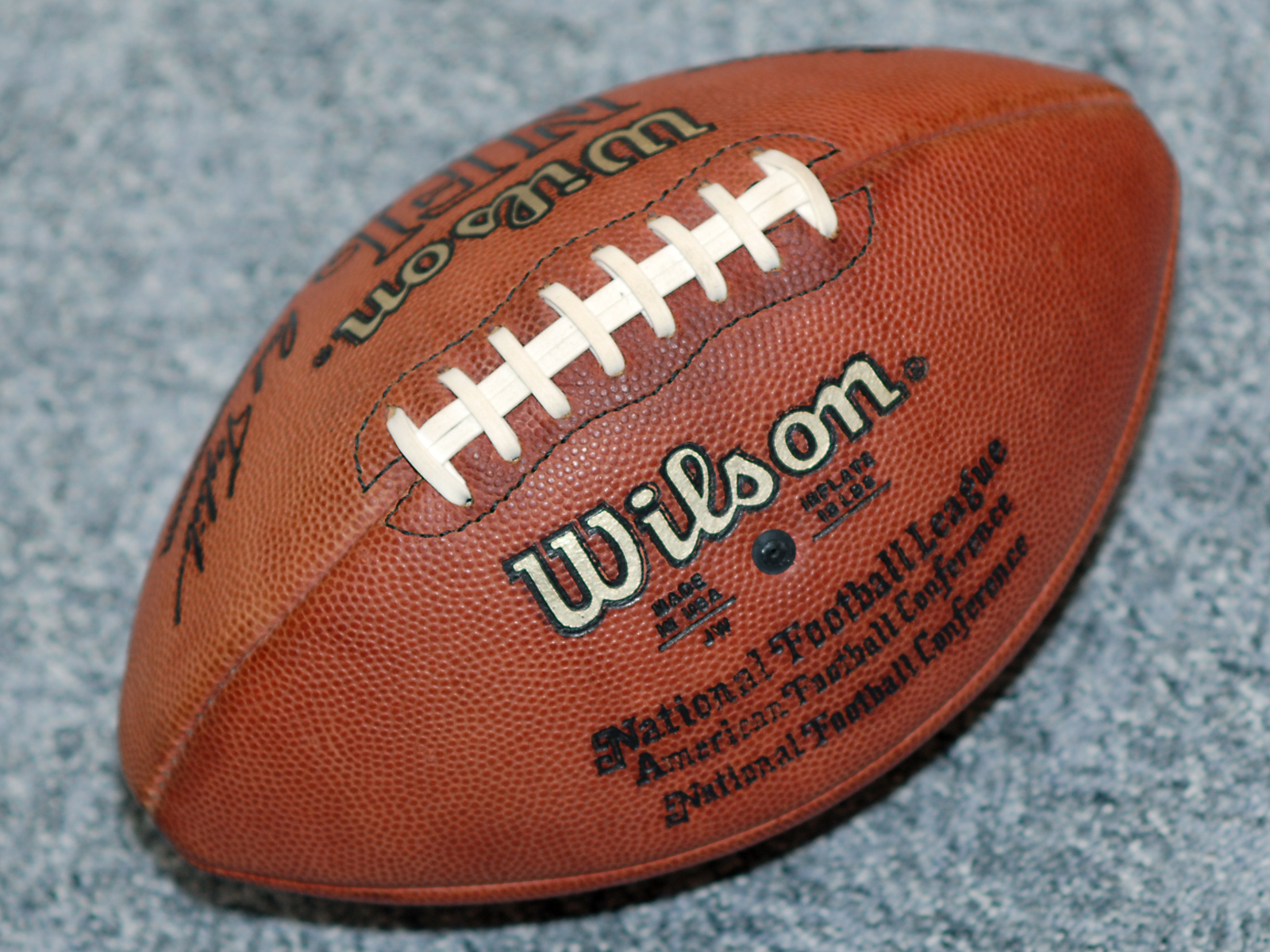
De fútbol americano.

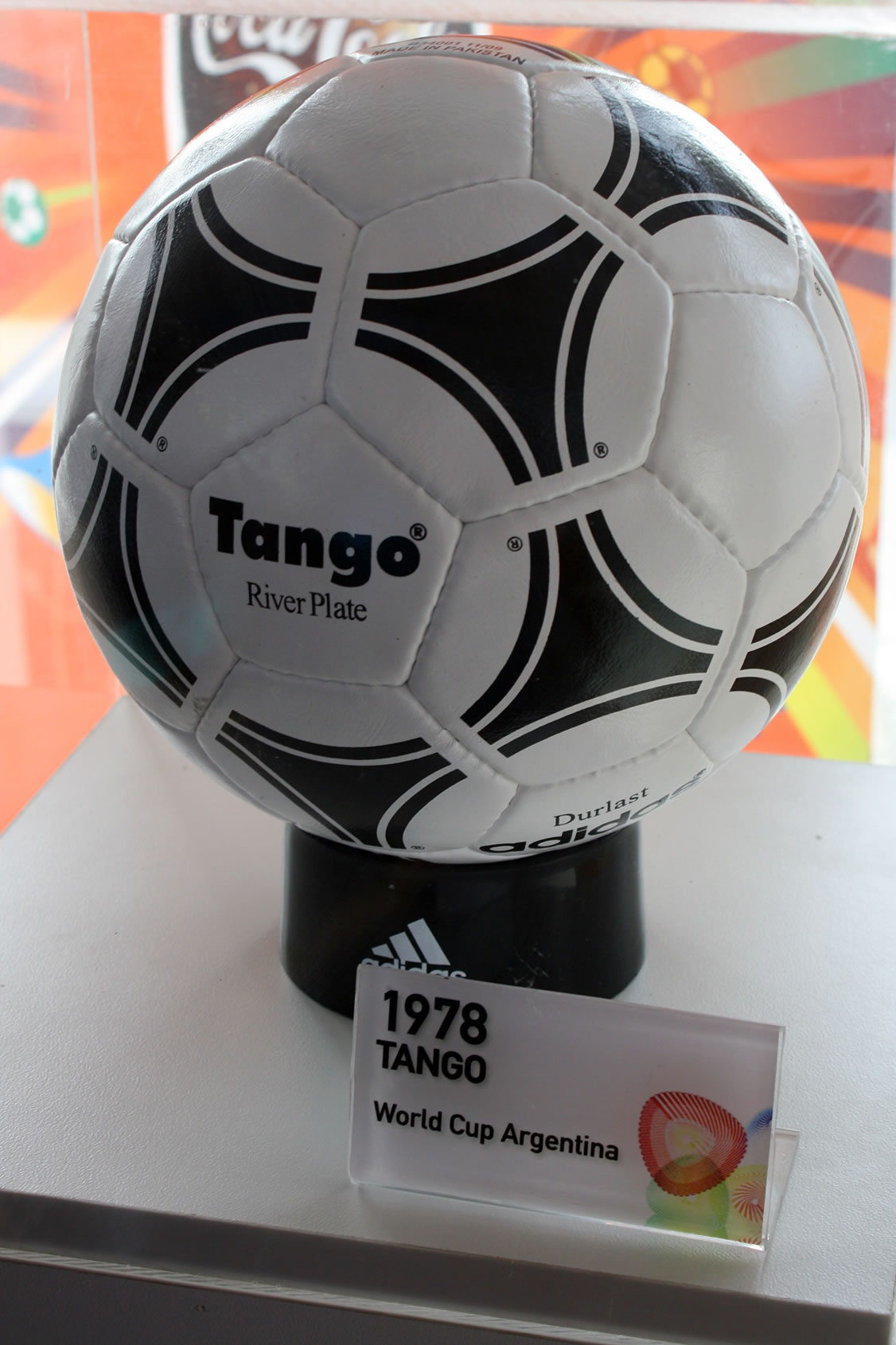
De fútbol.

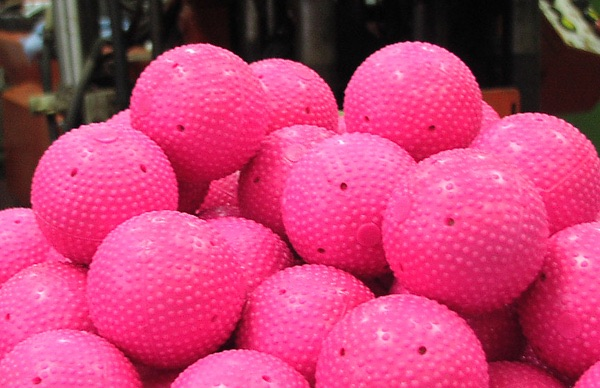
De bandy.

Una pelota,  bola o balón es un objeto utilizado en deportes de pelota y otros juegos. Las pelotas generalmente son esféricas, pero también pueden ser ovaladas como las de rugby y de fútbol americano. Las hay elásticas y con diferentes pesos y medidas, como las de baloncesto y rugby, que se inflan con aire. Otras son rígidas y pesadas, como las de golf y hockey sobre césped. En principio, la palabra «balón» es utilizada para pelotas de tamaño más grande e infladas, como en el caso del fútbol, el baloncesto o el rugby; sin embargo, este término ha llegado a ser empleado en algunos países para la mayoría de pelotas. Otros términos usados en el argot deportivo son esférico o redonda, entre otros.
En la mayoría de los juegos en que se emplean pelotas, el objetivo del juego consiste en manipular la pelota con partes del cuerpo o con alguna herramienta, e introducirla en un área de meta, que varía según cada deporte. Se exceptúan deportes como el béisbol y el sófbol donde las anotaciones provienen de los jugadores y no de la pelota en sí.
Sólo el rugby y el fútbol americano emplean pelotas que no son esféricas sino ovaladas.

## Historia
La pelota es redonda y es característica en muchos juegos que requieren esfuerzo físico, existe desde el principio de los tiempos. Se pueden encontrar pelotas en monumentos egipcios, con dibujos de algún tipo de juego con una pelota.  Hoy en día, incluso es utilizada por las tribus aborígenes. También hay referencias en obras antiguas, por ejemplo, en la Odisea,  Nausícaa estaba jugando con una pelota con sus doncellas cuando Odiseo la vio por primera vez en la tierra de los feacios. (Od. vino. 100).

### De los chinos al mundo
La pelota de cuero la inventaron los chinos en el siglo IV a. C. Los chinos rellenaban estas pelotas con cuerdas. Esto surgió cuando uno de los cinco grandes gobernantes de China en la antigüedad, Fu-Hi, apasionado inventor, apelmazó varias raíces duras hasta formar una masa esférica a la que recubrió con pedazos de cuero crudo: acababa de inventar la pelota.[cita requerida] Lo primero que se hizo con ella fue sencillamente jugar a pasarla de mano en mano. No la utilizaron en campeonatos. 
Las pelotas más antiguas de Eurasia se descubrieron en Caraxar, China, y tienen 3000 años de antigüedad. Estaban hechas de cuero relleno de pelos.

### América
Las culturas mesoamericanas fueron las primeras en usar las pelotas que rebotan, pues ellos inventaron las pelotas de caucho y látex.

### De los griegos hasta elsigloXVIII

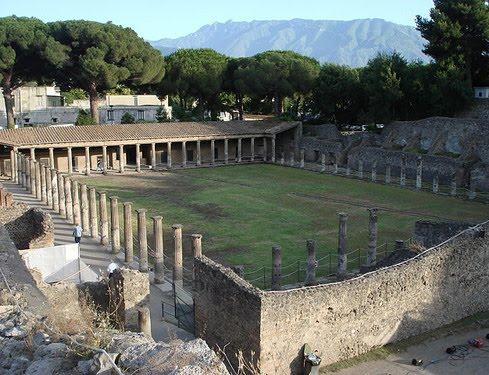
Gimnasio de la Antigua Grecia.

La historia del juego de la pelota,  en la edad griega hay muchos testigos de la práctica de este deporte, por ejemplo con Alejandro Magno como buen jugador.
Entre los antiguos griegos, los juegos con pelotas (σφαῖραι) se consideraban una útil alternativa a los ejercicios atléticos más violentos, como un medio para mantener el cuerpo ágil y grácil, pero generalmente se dejaban a los niños y niñas. De las reglas regulares para jugar a los juegos de pelota, si es que las había, quedan pocos rastros. Los nombres en griego para varias formas, que han llegado hasta nosotros en obras como el Ὀνομαστικόν de Julio Pólux, implican poco o nada de eso; así, ἀπόρραξις (aporraxis) solo significa poner la pelota en el suelo con la mano abierta, οὐρανία (ourania), el lanzamiento de la pelota al aire para que sea atrapada por dos o más jugadores; El φαινίνδα (phaininda) parece ser un juego de atrapar la pelota jugado por dos o más personas, donde las fintas se utilizan como prueba de rapidez y habilidad. Pollux (i. x. 104) menciona un juego llamado episkyros (ἐπίσκυρος), que a menudo se ha considerado como el origen del fútbol. Parece que se jugaba entre dos equipos, dispuestos en filas; parece incierto hasta qué punto existía algún tipo de "gol". Era imposible producir una pelota que fuera perfectamente esférica; los niños solían fabricar sus propias pelotas inflando vejigas de cerdo y calentándolas en las cenizas de un fuego para hacerlas más redondas, aunque Platón (hacia el 420 a. C. - 340 a. C.) describió "pelotas que tienen cubiertas de cuero en doce piezas".
En Roma, el deporte de la pelota estaba prescrito por los médicos como un ejercicio recomendable para todas las edades y condiciones, senadores, gente del pueblo, etc .. Incluso se fundaron asociaciones y federaciones de competición.
Entre los romanos, los juegos de pelota se consideraban un complemento de los baños y se graduaban según la edad y la salud de los bañistas, y generalmente se reservaba un lugar (sphaeristerium) para ellos en los baños (thermae). Parece que había tres tipos o tamaños de pelota: la pila, o pelota pequeña, utilizada para los juegos de atrapar, la paganica, una pelota pesada rellena de plumas, y el follis, una pelota de cuero llena de aire, la más grande de las tres. Esta se golpeaba de un jugador a otro, que llevaba una especie de guantelete en el brazo. Había un juego conocido como trigon, jugado por tres jugadores de pie en forma de triángulo y jugado con el follis, y también otro conocido como harpastum, que parece implicar un "juego de pelea" entre varios jugadores por la pelota. Estos juegos nos son conocidos a través de los romanos, aunque los nombres son griegos.
El juego fue extendido por los legionarios en las tierras del Imperio romano, se practicó en tierras de lo que hoy es Bélgica, Francia, Italia y en la península ibérica a lo largo de la Edad Media.

### Pelotas de viento
Una pelota de viento fue una pelota hueca e hinchada con aire a presión que podía botar y rebotar al impactar con cierta velocidad contra un cuerpo sólido. El uso típico de las pelotas de viento fueron los diferentes juegos de pelota. El nombre pelota de viento se empleaba en épocas antiguas (siglos XV y XVI). Aunque conceptualmente muchas de las pelotas actuales están hinchadas con aire a presión, la denominación moderna se simplifica en "pelota", prescindiendo del sistema adoptado en su fabricación.

## Aerodinámica
Los factores físicos existentes influyen el movimiento de la pelota, y al modo y aplicación de las fuerzas para obtener su desplazamiento. Entre estos se encuentran, mas no se limitan a: la forma, aire, volumen, presión, temperatura, material y textura, etc.
El material con que una pelota es construida, tanto exterior como interiormente, también afecta el peso, alcance y rebote de esta; esto es evidente en la manufactura de pelotas de golf, ya que su peso es equivalente. Tanto el material como el tamaño van a determinar el uso que se le pueda dar debido a los factores determinantes de la resistencia, tamaño y aerodinámica.
La textura externa es un factor determinante a los resultados del movimiento; por ejemplo, las costuras de la pelota usada en los lanzamientos del béisbol son empleadas para producir algún efecto deseado. Otro ejemplo es el de la pelota usada en el balompié, donde la cantidad de costuras y superficies hacen del cuerpo una esfera más o menos perfecta; es decir, que un balón clásico de hexágonos y pentágonos, se comportará aerodinámicamente distinto a uno que tenga una cantidad mayor o menor de superficies de contorno; esto es evidente en la facilidad de aplicar o controlar un chanfle. Hay que anotar que no todos los balones eran redondos (si tomamos que un redondo solo tiene un lado, sin ninguna arista), aunque esto pareciera ser una ridiculez: los primeros balones tenían formas icosaédricas, las cuales permitían al balón «rodar», a pesar de poseer lados.

## Por deporte

### Fútbol
El balón reglamentario de fútbol es de cuero o similar, con un perímetro de entre 68 y 70 cm (diámetro entre 21.65 y 22.29 cm). Su masa varía de 410 a 450 g y su presión de inflado, equivalente a 0.6-1.1 atm (600-1100 g/cm²) al nivel del mar.

#### Fútbol americano
Inflado: su balón es una cámara de hule inflada de 12 1/2 a 13 1/2 libras, cubierta por una capa de cuero en forma oval. Su peso es de 14 a 15 onzas y su tamaño es el siguiente:
- En el eje largo la medida es de 11 a 11 1/4 de pulgadas.
- La circunferencia larga (media punta a punta) 28 a 28 1/2 de pulgadas.
- La circunferencia corta (media a centro del balón) de 21 a 21 1/4 de pulgadas.

### Balón de baloncesto
El balón de baloncesto mide entre 69 a 78 cm dependiendo si se trata de una balón o pelota de baloncesto masculino, femenino, o infantil. Igualmente el peso varía dependiendo de la categoría variando de los 470 a los 650 gramos. 
- Balón Masculino «Nº 7A» mide 75-78 cm (7 pulgadas) de diámetro y su peso está en el rango 567-650 g
- Balón Femenino «Nº 6A» mide 72-73 cm (6 pulgadas) y su peso está entre 510-567 g
- Balón Júnior «Nº 5A» mide 69-70 cm (5 pulgadas) y su peso está entre 470-510 g

En cuanto a su aspecto externo, los balones de baloncesto generalmente son de color naranja y su superficie es rugosa para evitar que se resbale entre las manos de los jugadores.

### Pelota de tenis
La Federación Internacional del Tenis impuso reglas respecto a las medidas oficiales de las pelotas de tenis. Las mismas deben tener un diámetro que oscile entre 65.41-68.58 mm y un peso de entre 56 y 59.4 g y además se contempla que el único color que puede utilizarse es amarillo con blanco para mejorar la visualización de los jugadores y también de los espectadores por televisión.

### Pelota de golf
La pelota de golf es una bola específicamente diseñada para jugar al golf, usada con los palos de golf. No debe pesar más de 45.93 g y hay que tener en consideración que una bola más pesada llega más lejos. El diámetro no puede ser menor a 42.67 mm y al igual que los palos, en los torneos oficiales están sujetos a revisiones para verificar que cumplen con las regulaciones.
Los distintos tipos usados dependen de las características y preferencias de los jugadores. También se acostumbra a usar bolas previamente utilizadas pocas veces por otros jugadores, fundamentalmente provenientes de torneos.

### Balón de vóleibol
El balón es esférico y flexible; 65-67 cm de circunferencia, 260-280 g de peso y presión interior de 0.3-0.325 kg/cm². Es así más pequeño y ligero que los balones empleados en baloncesto o fútbol. Puede estar hecho de varios materiales aunque el más cómodo y utilizado es el de cuero. También hay balones de plástico o goma que sirven para entrenamiento.
El balón de voleibol ha estado en continua evolución desde su creación por el profesor William George Morgan a finales del siglo XIX. Tras pasar por varias etapas en las que ha cambiado su peso, tamaño y presión, finalmente tras los JJ. OO. de Beijing, se establecieron las medias y características oficiales del balón de voleibol actual. El reglamento establece que pueden usarse una combinación de colores y establece unas medidas y peso oficiales del balón de voleibol de  65-67 cm y 260-280 g a una presión de 0.300 y 0.325 kg/cm².

### Pelota de béisbol
Una pelota de béisbol es aquella que se utiliza para la práctica de dicho deporte. Su circunferencia es de 22.5 cm (9 pulgadas) y no mayor a 24 cm (9 1/4 pulgadas) y 142 g (5 onzas) de peso, algunas de estas pelotas pueden ser usadas en ligas infantiles. La construcción varía, generalmente el núcleo de la pelota es de corcho, caucho, o una mezcla de ambos, y en ocasiones puede constar de varias capas. A su alrededor están enrollados cintas de varios materiales que incluyen hilo y cordel, ocasionalmente puede ser utilizada lana.

## Características
| Pelota o deporte                | Peso (g)                  | Diámetro (cm)                                          | Circunferencia (cm)                             |
| ------------------------------- | ------------------------- | ------------------------------------------------------ | ----------------------------------------------- |
| Fútbol americano (ovoide)       | 397 - 425                 | 27.9 - 28.5 (longitudinal) × 17.0 - 17.2 (transversal) | 70.5 - 72.4 (elíptica) × 52.7 - 54.0 (circular) |
| Pelotas de malabarismo          | 110 - 150                 | 8                                                      | —                                               |
| Volante (bádminton) (federball) | 4.7 - 5.5                 | —                                                      | —                                               |
| Béisbol                         | 142 - 149                 | 7.3 - 7.5                                              | 22.9 - 23.0                                     |
| Baloncesto                      | 510 - 650                 | 22.9 - 24.8                                            | 72 - 78                                         |
| Voleibol de playa               | 260 - 280                 | 21.0 - 21.6                                            | 66 - 68                                         |
| Billar                          | 130 - 220                 | 5 - 7                                                  | 16 - 22                                         |
| Bowling                         | 2721.6 - 7257.6           | 21.5 - 21.8                                            | 67.8 - 68.6                                     |
| Críquet                         | 155.9 - 163               | 7.1 - 7.3                                              | 22.4 - 22.9                                     |
| Faustball                       | 300 - 350                 | 20.7 - 22.6                                            | 65 - 71                                         |
| Fútbol                          | 410 - 450                 | 21.5 - 22.3                                            | 68 - 70                                         |
| Pelota de goma                  |                           | 0.5 - 2.5                                              | 2 - 7                                           |
| Golf                            | 45 - 48                   | 4.0                                                    | 12.6                                            |
| Pelota de ejercicio             |                           | 14 - 24                                                | 45 - 75                                         |
| Balonmano o handbol             | 315 - 475                 | 15 - 19                                                | 48 - 60                                         |
| Hockey sobre césped             | 156 - 163                 | 7.1 - 7.5                                              | 22.4 - 23.5                                     |
| Horseball                       | 600 - 700 (Fußball Gr. 4) | 20.7                                                   | 65                                              |
| Baloncesto para damas y niñas   | 400 - 500                 | 18.5 - 19.0                                            | 58 - 60                                         |
| Balón medicinal                 | 1500 - 3000               | 35                                                     | 110                                             |
| Polo                            | 130                       | 7 - 8                                                  | 22 - 25                                         |
| Prelbol                         | 320 - 380                 | 20 - 22                                                | 62 - 68                                         |
| Rugby (ovoide)                  | 410 - 460                 | ??? (longitudinal) × 18.5 - 20.0 (transversal)         | 74 - 77 (elíptico) × 58 - 62 (círculo)          |
| Bola alemana                    | 70 - 85                   | 6 - 7                                                  | 19 - 21                                         |
| Bola de desalojo                | 600 - 1500                | 20.5 - 22,5                                            | 65 - 70                                         |
| Sóftbol                         | 177 - 198                 | 9.70 - 9.75                                            | 30.45 - 30.56                                   |
| Squash                          | 23.5 - 24.5               | 3.9 - 4.0                                              | 12.3 - 12.7                                     |
| Tenis                           | 56.0 - 59.4               | 6.35 - 6.65                                            | 19.95 - 20.95                                   |
| Tenis de mesa                   | 2.7                       | 4.0                                                    | 12.5                                            |
| Unihockey (floorball)           | 20 - 23                   | 7.2                                                    | 22.6                                            |
| Rugby subacuático               | 2000 - 4000               | 15.5 - 17.2                                            | 49 - 54                                         |
| Voleibol                        | 260 - 280                 | 20.7 - 21.3                                            | 65 - 67                                         |
| Waterpolo                       | 400 - 450                 | 21.5 - 22.5                                            | 68 - 71                                         |
| Balón de playa                  | 50 - 500 (típico)         | 30 - 60                                                | 100 - 200 (típico)                              |